# Samo Alto (comuna)
Samo Alto fue una de las comunas que integró el antiguo departamento de Ovalle, en la provincia de Coquimbo, su capital era el pueblo de Pichasca.
En 1907, de acuerdo al censo de ese año, la comuna tenía una población de 6743 habitantes. Su territorio fue organizado por decreto del 22 de diciembre de 1891, a partir del territorio de las Subdelegaciones 10.° Hurtado, 11.° Samo Alto y 12.° Recoleta.

## Historia
La comuna fue creada por decreto del 22 de diciembre de 1891, con el territorio de las Subdelegaciones 10.° Hurtado, 11.° Samo Alto y 12.° Recoleta.
El Decreto Ley N.º 2.868 del 26 de octubre de 1979, como parte del proceso de regionalización impulsado por la dictadura militar chilena, suprimió la comuna y, en su lugar, creó Río Hurtado.